# Ebbe Skjalmsen
Ebbe Skjalmsen Hvide blev født omkring 1085 og døde i 1150/1151, før Valdemars valg til enekonge. Han var søn af Skjalm Hvide og Signe Asbjørnsdatter.
Ebbe må have ejet en stor del af Haverup Ore, da arvingerne ses at have andele heraf i 1190'erne. Han havde formodentlig også gods i Bjernede, hvor han fik bygget en kirke i træ. Ebbe havde hus i Roskilde.
Ægtefællen Ragnhild skænkede ved sin død Sorø Kloster Sasserbro Mølle.
Ebbe var vidne for kong Erik Lam (Erik III).
Ebbe varetog sammen med broderen Asser Rig stiftelsen af Sorø Kloster.
Ebbe var nær og betydende rådgiver for kong Svend Grathe og hjalp i striden mellem Svend, Knud og Valdemar. Ifølge Saxo, gjorde Svend 3. Grathe intet uden at rådføre sig med Ebbe. Hans rolle er tilsvarende fremstillet i den islanske Knytlingasaga. I borgerkrigens start var Ebbe sat til at vogte Roskilde for Svend 3. Grathe og holdt her byen mod kong Knud 5. Magnussen. Senere brændte Knud hans hus af i byen.
Ebbe var gift med Ragnhild og Gyde.
Han identificeres ofte med Ebbe af Bastrup, der vidnede for kong Niels 1104/34. Deraf følger den antagelse, at Ebbe var borgherre på det endnu eksisterende Bastruptårn. Identifikationen her er mulig.
Med hustruen Ragnhild fik han tre (måske 4) børn: Gythe (eller Gyde), Toke Ebbesen, Sune Ebbesen og måske Fin.